# Wormenbak

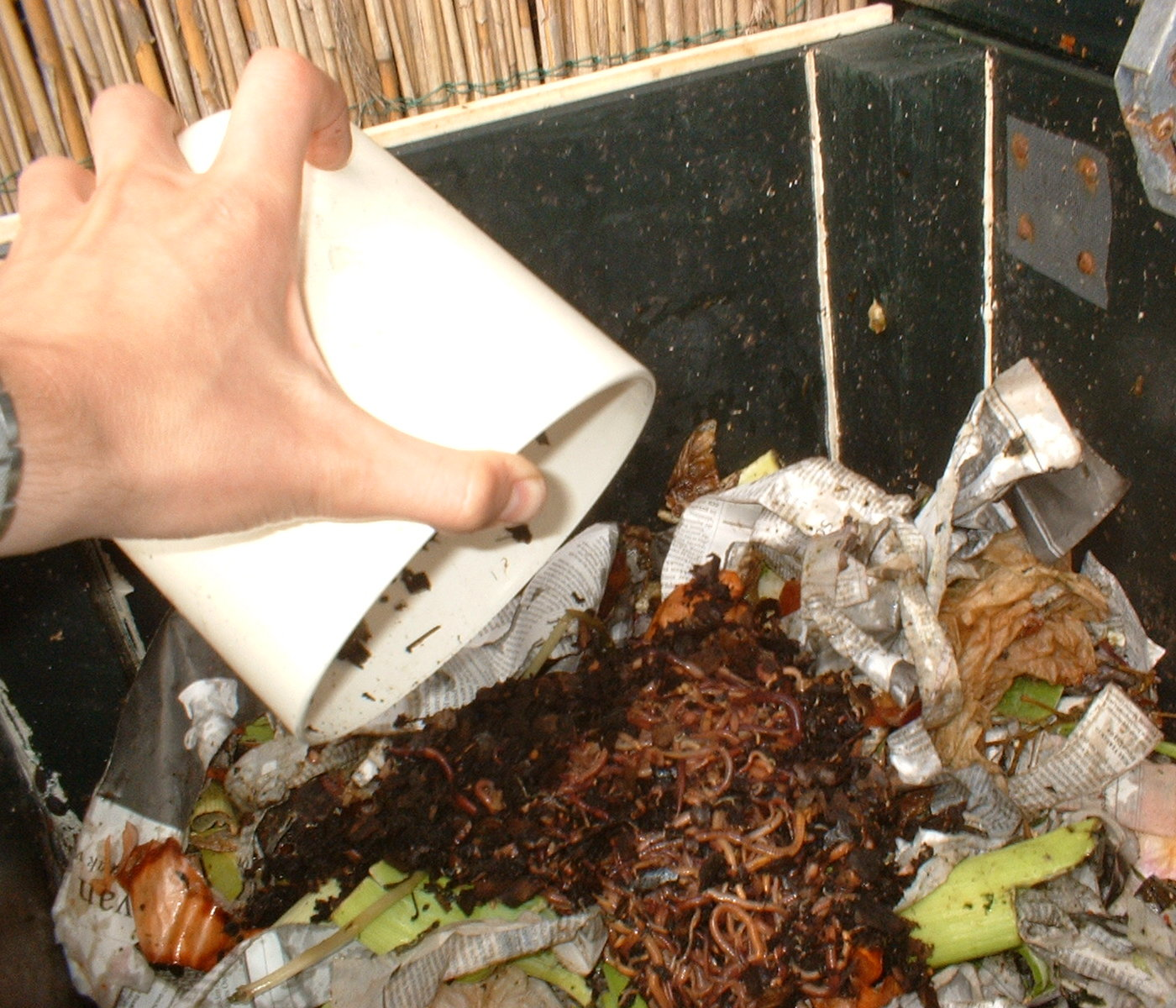
Compostwormen worden toegevoegd aan wormenbak

Een wormenbak is een bak met compostwormen die compost maken van groente-, fruit-, tuin- en keukenafval. Een geschikte wormensoort daarvoor is de Eisenia fetida, ook wel tijger- of mestworm genoemd. De gewone regenworm kan voor dit doel niet aangewend worden. In de bak moet een goede leefomgeving voor de wormen gecreëerd worden: vochtig, donker en niet te warm of te koud.
Om het gevormde compost van de wormen te scheiden kan de aarde worden gezeefd. Minder arbeidsintensief is om met een in twee compartimenten verdeelde bak te werken. In een leeg deel gaat vers keukenafval dat na een tijdje de wormen aantrekt door het grote voedselaanbod. De wormen verlaten via perforaties het oudere, niet meer bijgevulde deel en er blijft compost achter. Later herhaalt deze werkwijze zich in omgekeerde richting.
Een wormenbak is een alternatief voor een composthoop als enkel een balkon of terras beschikbaar is. De werking is echter niet zonder meer probleemloos: het proces dient geregeld bewaakt worden en zo nodig door menselijk ingrijpen bijgestuurd. Het vochtgehalte, de temperatuur, de beluchting en de pH moeten binnen bepaalde grenzen blijven, sommige soorten afval kunnen wel, andere niet worden gebruikt, en de wormen mogen niet worden overvoerd.